# Суломайский сельсовет
Суломайский сельсовет — административно-территориальная единица, выделявшаяся в составе Байкитского района Эвенкийского автономного округа Красноярского края.

## История
Информация о времени образования сельсовета разнится. Один и тот же источник указывает:
- «... С 1934 года Эвенкийский национальный округ являлся составной частью Красноярского края и состоял из трёх районов: Илимпийского, Байкитского и Тунгусско-Чунского и 17 сельских советов: Нидымский, Учамский, Тутончанский, Ногинский, Кислоканский, Экондинский, Чириндинский, Ессейский, Ванаварский, Стрелковский, Чемдальский, Муторайский, Байкитский, Куюмбинский, Ошаровский, Полигусовский, Суломайский»;
- «С 1939 года по 1952 год — фактория Суломай с административным подчинением Ярцевскому району. С 1953 года по 1962 год — посёлок с

административным подчинением Туруханскому району. Решением исполнительного комитета Краевого Совета от 28 августа 1963 года № 415 Суломайский сельский Совет депутатов трудящихся Туруханского района передан в Байкитский район Эвенкийского автономного округа. С 1977 года, со дня принятия новой Конституции СССР, Советы стали называться Советы народных депутатов». 
1 января 1992 года сельсовет был упразднён и была образована Суломайская сельская администрация.
20 марта 1997 года посёлок Кузьмовка был выделен из состава администрации, образована администрация села Кузьмовка.
Законом Эвенкийского автономного округа от 07.10.1997 № 63 вместо упразднённого Суломайского сельсовета были утверждены территориальные единицы сельские поселения сёла (с 2002 года посёлки) Суломай и Кузьмовка.
В 2010 году были приняты Закон об административно-территориальном устройстве и реестр административно-территориальных единиц и территориальных единиц Красноярского края, согласно которым посёлки Суломай и Кузьмовка непосредственно вошли в состав Эвенкийского района как административно-территориальной единицы с особым статусом.
Сельсовет выделялся как единица статистического подсчёта до 2002 года.
В ОКАТО сельсовет как объект административно-территориального устройства выделялся до 2011 года.

## Состав
| № | Населённый пункт | Тип населённого пункта          | Население |
| - | ---------------- | ------------------------------- | --------- |
| 1 | Кузьмовка        | посёлок                         | ↘198      |
| 2 | Суломай          | посёлок, административный центр | ↗201      |